# 山梨醇
山梨醇（英語：Sorbitol），又稱葡萄糖醇、己六醇，是一种能缓慢代谢的糖醇。分子式為C6H14O6，與單糖的結構相似，可通过还原葡萄糖上的醛基为羟基来获得。

## 历史
山梨醇最早从花楸树（Sorbus pohuashanensis）中提取，并因此得名。

## 制造
工业生产山梨醇的主要方式是还原葡萄糖。将葡萄糖溶液在鎳催化下，經加热、加壓、催化加氫後可製得原始品，再經脫色、去除重金屬离子等步骤。

## 用途
它可作為食品添加劑，用於提高食品保濕性，或作為稠化劑之用。可作甜味劑，如常用于制造无糖口香糖。也用作化妝品及牙膏的保濕劑、賦形劑，並可用作甘油代用品。也是生产维生素C的主要原料。

## 副作用
摄入过量的山梨醇会引起一些肠胃问题，如肠胃痛、胀气和程度不同的腹泻。
山梨醇还可能加重肠易激综合征和果糖吸收不良。
即使饮食中缺乏山梨醇，人体细胞也能够合成；對於糖尿病患者而言，过量合成山梨醇会损坏细胞。